# Ceratostylis subcoerulea
Ceratostylis subcoerulea är en orkidéart som beskrevs av Pieter van Royen. Ceratostylis subcoerulea ingår i släktet Ceratostylis och familjen orkidéer.
Artens utbredningsområde är Papua Nya Guinea.

## Underarter
Arten delas in i följande underarter:
- C. s. pulcherrima
- C. s. subcoerulea